# Osteomancia
La osteomancia, del griego Οστό-  (osteo-, relativo a los huesos) y -μαντεία (-mancia, adivinación, predicción), consiste en la adivinación mediante la manipulación u observación de los huesos.

## Babilonia, Arabia y Valle del Indo
Para los babilonios, la osteomancia era un ritual considerado una profecía científica. El practicante sacrificaba un animal, generalmente una oveja, y respondía preguntas sobre el futuro mediante la observación de sus huesos. El osteomante dividía los huesos en doce áreas o casas, cada una de las cuales respondía una diferente pregunta sobre el futuro.
Llamada Ilm el Aktaf por los árabes paganos y algunas tribus beduinas, Ilm i Shaneh por persas y afganos y Phannia jo fannu por los clanes pastores de los Sindhis y Belochis, en el valle del Indo, el ritual de la osteomancia consistía en el sacrificio de un animal, generalmente una oveja, y la observación de la escápula del animal, despojada de los músculos y tegumentos. Se estudiaba el dorso: seis de las casas se disponían en orden regular desde el cuello del hueso hasta la fosa supraespinosa. Las otras seis estaban contenidas en el espacio del otro lado de la espina, en correspondencia con las anteriores. Las doce casas resultantes estaban conectadas con los doce signos del zodíaco. El osteomante estudiaba el color del hueso, las venas y las líneas para conseguir respuestas sobre los diferentes temas asignados a cada casa.Burton, 1996 p.189-190

## China
La osteomancia era también practicada en China desde antes de la dinastía Shang, aunque los adivinos Yin realizaron modificaciones importantes en la técnica, recogiendo los resultados en caracteres inscritos o pintados sobre el hueso. Se ha sugerido que el uso de plastrones de tortuga para la adivinación en lugar de las más tradicionales escápulas de bovinos y caprinos podía deberse a su forma simétrica, a la que atribuían una significancia cósmica. 
Se practicó durante las dinastías Shang y Zhou, como una forma de piromancia, aplicando calor a los huesos oraculares (principalmente grandes escápulas de buey o caparazones ventrales de tortuga). Se practicaban orificios en los huesos, y al aplicar una varilla al rojo el hueso se quebraba, produciendo una grieta que era interpretada por el adivino. Las inscripciones que registraban las predicciones en los huesos hacia el final de la dinastía Shang, conocida también como dinastía Yin, constituyen el más antiguo corpus significativo de escritura china arcaica que haya sido encontrado.